# Gedankenflug
Gedankenflug (Fuite de la pensée) est une valse de Johann Strauss II (op. 215). L'œuvre est créée le 23 septembre 1858 à Pavlovsk, en Russie.

## Histoire
L'œuvre est créée à l'été 1858 lors d'un voyage en Russie de Johann Strauss. C'est l'une des premières valses de concert du compositeur. Son titre original est Gedankenflüchtlinge. La valse est dédiée au comte Emmerich Szechényi, employé à l'ambassade d'Autriche en Russie, dont Strauss se sent probablement redevable car il l'a soutenu dans ses aventures amoureuses. Le comte rdy également compositeur et Strauss interprète occasionnellement certaines de ses œuvres. Ce n'est qu'à Vienne que la valse reçoit son nom définitif Gedankenflug. Elle est créée le 3 avril 1859 au Théâtre de Josefstadt à l'occasion d'un concert-bénéfice pour un jardin d'enfants. Les avis sont partagés. Les valses de concert sont encore étrangères au public viennois et certains critiques s'opposent fondamentalement au concept de cette nouvelle forme de valse. Josef Strauss, le frère du compositeur, vit également cette expérience et également critiqué pour une valse de concert.

## Durée
Sa durée d'exécution est de 9 minutes et 36 secondes. Elle peut varier quelque peu selon l'interprétation musicale du chef d'orchestre.

## Postérité
La pièce est jouée lors du célèbre concert du nouvel an à Vienne de 1944, dirigé par Clemens Krauss.